# Saint-Béat
Saint-Béat är en kommun i departementet Haute-Garonne i regionen Occitanien i södra Frankrike. Kommunen ligger i kantonen Saint-Béat som tillhör arrondissementet Saint-Gaudens. År 2015 hade Saint-Béat 367 invånare.

## Befolkningsutveckling
Antalet invånare i kommunen Saint-Béat
Referens:INSEE